# Franz Fuchsberger
Franz Fuchsberger   (Wolfsbach, 28 de setembre de 1910 - Linz, 1992) fou un futbolista austríac que va competir durant les dècades de 1930 i 1940.
El 1936 va prendre part en els Jocs Olímpics d'Estiu de Berlín, on guanyà la medalla de plata en la competició de futbol. Va ser el primer jugador en ser convocat per la selecció austríaca de futbol d'un club que no fos de Viena, amb qui jugà un partit. A nivell de clubs jugà, entre d'altres al SV Urfahr i Rapid Viena.